# Kozłowka (rejon buturlinowski)
Kozłowka (ros. Козловка) – wieś w Rosji, w obwodzie woroneskim, w rejonie buturlinowskim. W 2010 liczyła 3137 mieszkańców.